# John Brown (officier)
Pour les articles homonymes, voir John Brown (homonymie) et Brown.
 (juin 2023).
John Brown (le 19 octobre 1744 - 19 octobre 1780) de Pittsfield (Massachusetts), était un agent de guerre révolutionnaire, un législateur d'État, et un juge dans le comté de Berkshire. Il a joué des rôles clés dans la conquête du Fort Ticonderoga au début de la guerre, au cours de l'invasion américaine du Canada en 1775-1776, et de nouveau en 1777 pendant que le lieutenant-général John Burgoyne fit l'invasion des États-Unis par l'entremise du lac Champlain et du fleuve Hudson. 
Brown a été le premier homme à porter des accusations formelles contre Benedict Arnold, qui était alors un éminent général américain.
Brown est mort au combat à Stone Arabia dans la vallée de Mohawk en 1780. 

## Mission au Canada
En mars 1775, en tant que membre du comité du Massachusetts, Brown a été envoyé à Montréal par voie du lac Champlain pour rencontrer les Canadiens intéressés à se joindre aux autres 13 colonies dans leurs différends avec le gouvernement britannique. Il a reçu l'appui de Thomas Walker et d'autres leaders marchands britanniques, mais a conclu, "il n'y a aucune perspective du Canada à envoyer des délégués de la Congrès continental."
Il l'a aussi indiqué, "une chose que je dois mentionner, pour être conservé comme un profond secret; le fort à "Ticonderoga" doit être saisis le plus tôt possible, si les hostilités devaient être commis par les troupes du roi." ,